# 前橋医療福祉専門学校
前橋医療福祉専門学校（まえばしいりょうふくしせんもんがっこう）とは、群馬県前橋市にある専修学校。運営主体は学校法人未来学園

## 教育理念
- Learning Together Thinking Together（共に学び、共に考える）

## 学科
- 医療秘書学科　昼間2年制　定員80名
- 介護福祉学科　昼間2年制　定員80名
- 理学療法学科  昼間4年制　定員120名
- 作業療法学科　昼間4年制　定員40名
- 言語聴覚学科　昼間2年制（学士入学）　定員40名

## 取得資格
- 介護福祉士
- 理学療法士
- 作業療法士
- 言語聴覚士

## 所在地
- 群馬県前橋市石関町122-6

## 交通
- JR両毛線「前橋大島駅」より永井バス「石関町学園中央行き」乗車し約10分、終点「学園中央」下車。
- 上毛電鉄「赤坂駅」より徒歩約1.5km